# Stangenwald
Der Stangenwald (auch Stangenwald-Platz oder Hopfenstangen) ist eine architektonische Skulptur des Architekten Hans Dieter Schaal im Höhenpark Killesberg in Stuttgart.
Die Kunststation Stangenwald ist eine der Kunststationen, die zur Internationalen Gartenbauausstellung 1993 (IGA '93) in der Parklandschaft des Grünen U in Stuttgart errichtet wurden und nach der Ausstellung erhalten blieben. Außer dieser Station schuf Hans Dieter Schaal auch die Kunststation Villa Moser im Leibfriedschen Garten.
Hinweis: Ziffern in Klammern, z. B. (12), verweisen auf die entsprechenden Nummern in dem Plan Höhenpark Killesberg / Wartberg.

## Lage
|  | Der Stangenwald (2) befindet sich im Höhenpark Killesberg in Stuttgart, westlich der Stresemannstraße und nördlich vom Perkins Park und dem Theater in der Badewanne (12). Man erreicht den Stangenwald u. a. auf den folgenden Wegen (die Wege 1, 2 und 4 sind auch für Behinderte geeignet): 1. Von der Straße Am Kochenhof (bei der Haltestelle Killesberg) biegt die Straße Am Höhenpark ein, die in einen Hauptweg des Höhenparks einmündet, auf dem man zum Stangenwald gelangt. 2. Vom Eingang des Höhenparks an der Ecke Stresemannstraße und Maybachstraße gelangt man auf dem linken Hauptweg zum Stangenwald. 3. An der Stresemannstraße beginnt links vom Perkins Park eine Treppe (10), die am Franziskaner Biergarten vorbei zum Stangenwald führt. 4. Vom Wartberg aus erreicht man den Stangenwald direkt über den St.-Helens-Steg (16). |

## Beschreibung
Auf dem Stationsschild (fahnenartiges Hinweisschild) wird der Stangenwald so beschrieben:
In der sanft gewellten Hügellandschaft des Killesbergs hat der Künstler Hans Dieter Schaal einen rechteckigen Platz mit Steinplatten geschaffen. Aus den Schnittpunkten des geometrischen Rasters wachsen „Bäume“ in Form von weißen Steinsäulen, die mit einem transparenten Dach „gedeckt“ sind – ein Denkanstoß zum desolaten Zustand unseres Waldes?
Ein Modell des Stangenwalds entstand 1989 und wurde 1990 in der Galerie der Stadt Stuttgart und 1992 im Kunstverein Ulm in der Ausstellung „Hans Dieter Schaal: Gärten und Plätze“ ausgestellt.

### Struktur

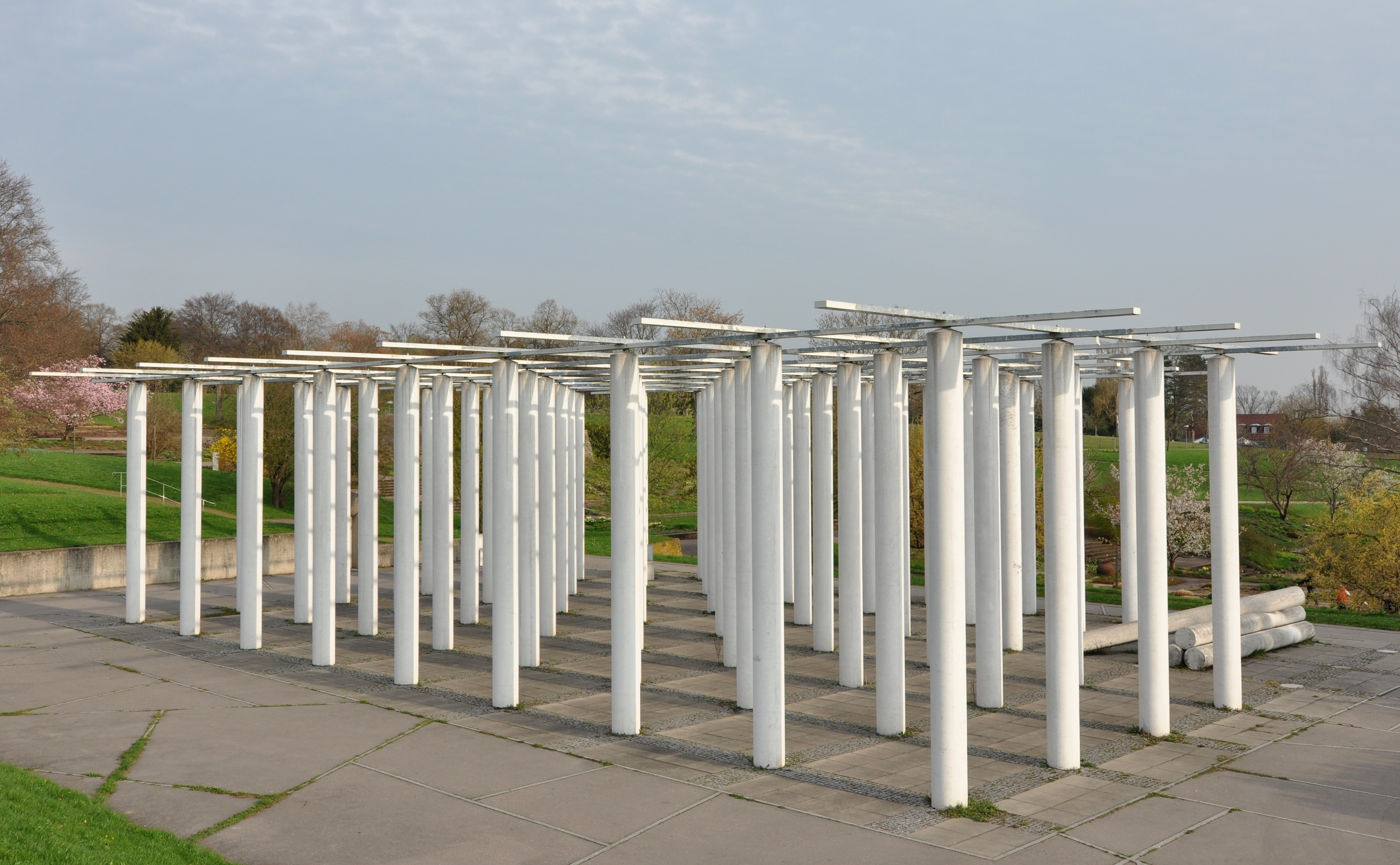
Stangenwald, Ansicht von Nordosten.

Die Grundfläche des Stangenwaldes besteht aus einem Rechteck mit einer Schmalseite (Nord-Süd) von ca. 25 m und einer Langseite von ca. 36 m. Das äußere Rechteck schließt ein kleineres Rechteck von ca. 18 m × 22,5 m ein, über dem sich der Stangenwald erhebt. Die Fläche zwischen äußerem und innerem Rechteck ist mit meist großen, trapezförmigen oder dreieckigen Steinplatten von wechselnder Größe ausgelegt.
Das innere Rechteck bildet eine Gitterstruktur ab, an deren rechtwinkligen Schnittpunkten ein Raster von 7 × 9 weiß gestrichenen Betonsäulen (Durchmesser ca. 35 cm) herauswächst, die von einem Pergoladach aus ebenfalls weiß gestrichenen Stahlleisten gekrönt werden. Den Verbindungslinien zwischen den Säulen, die durch die Stahlleisten gebildet werden, entsprechen am Boden gepflasterte Quer- und Längsstreifen, die zwischen je vier Säulen ein Quadrat mit 4 × 4 Steinplatten einschließen.

### Details
Im Westen treffen an der Grenze zum Stangenwald zwei Stützmauern rechtwinklig aufeinander. An der Schnittstelle erhebt sich auf einem mannshohen Steinuntersatz mit kreuzförmigem Querschnitt eine massive, halbkugelförmige Blumenschale aus Stein. Unweit der Blumenschale ist ein Betonstuhl im Boden verankert, ein weiterer Stuhl nahebei an der Nordwestecke des Stangenwalds. Am Ostrand sind vor einer Hecke drei Sitzbänke aus Beton aufgestellt, auch sie wie die Stühle von einfachstem Design, aber mit geneigter Sitzfläche und Rückenlehne.
In der Nordostecke des Stangenwalds fehlen sechs Säulen. Fünf davon liegen am Boden, als wären sie umgestürzt. Am Boden sind noch die in der Erde steckenden Stümpfe der Säulen erkennbar (sofern sie nicht durch die liegenden Säulen verdeckt werden). Auch die zugehörigen Pergolaleisten sind weggebrochen. Man findet sie wieder hinter der Hecke, vor der die drei Bänke stehen, ein kleines Gitter aus zwei langen und drei kurzen Stäben, als wäre es beim Umstürzen der Säulen abgebrochen und in hohem Bogen über die Hecke in den Boden gerammt worden.

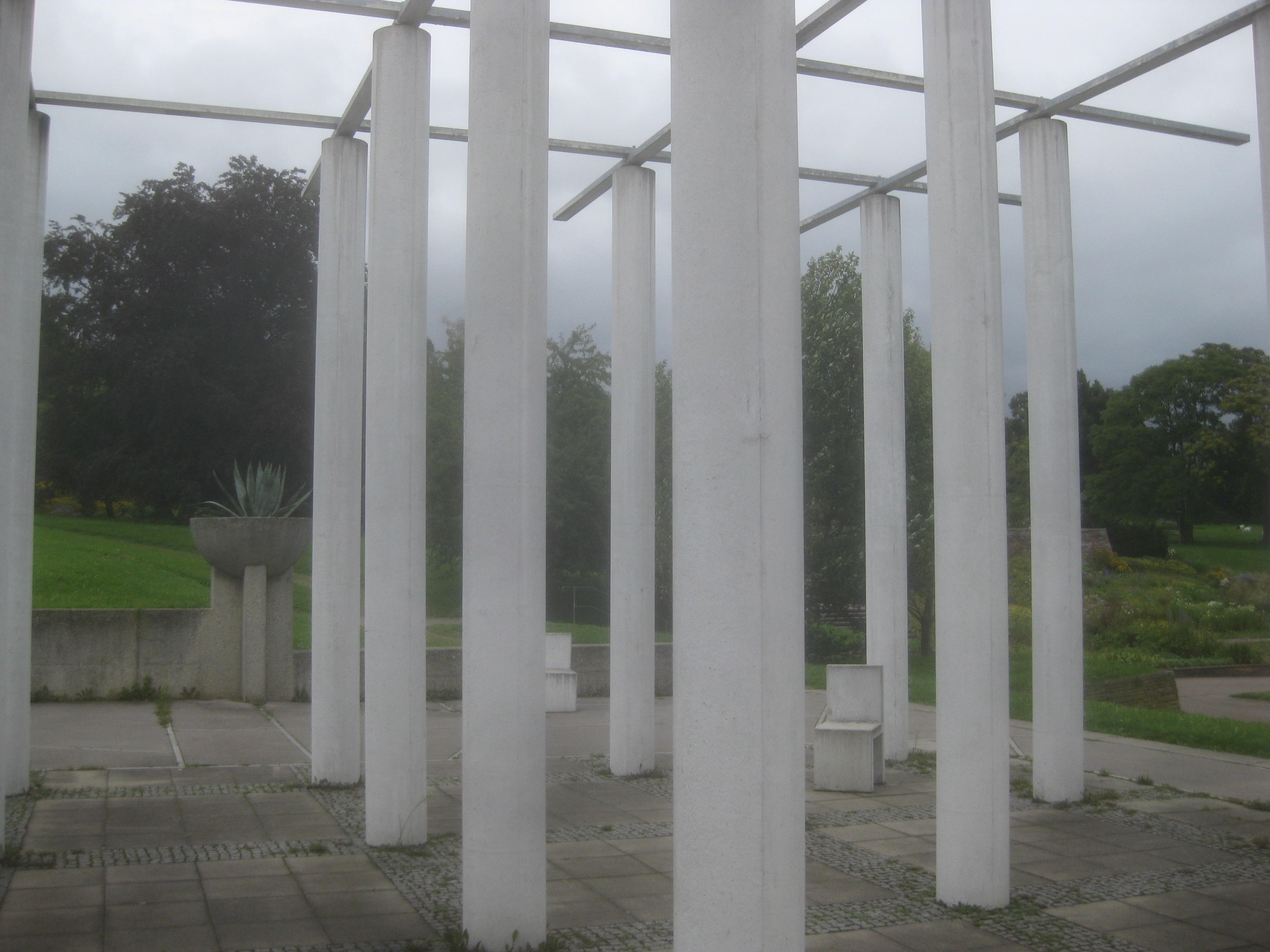
Stangenwald, Nordwestecke mit Betonstühlen und Blumenschale.
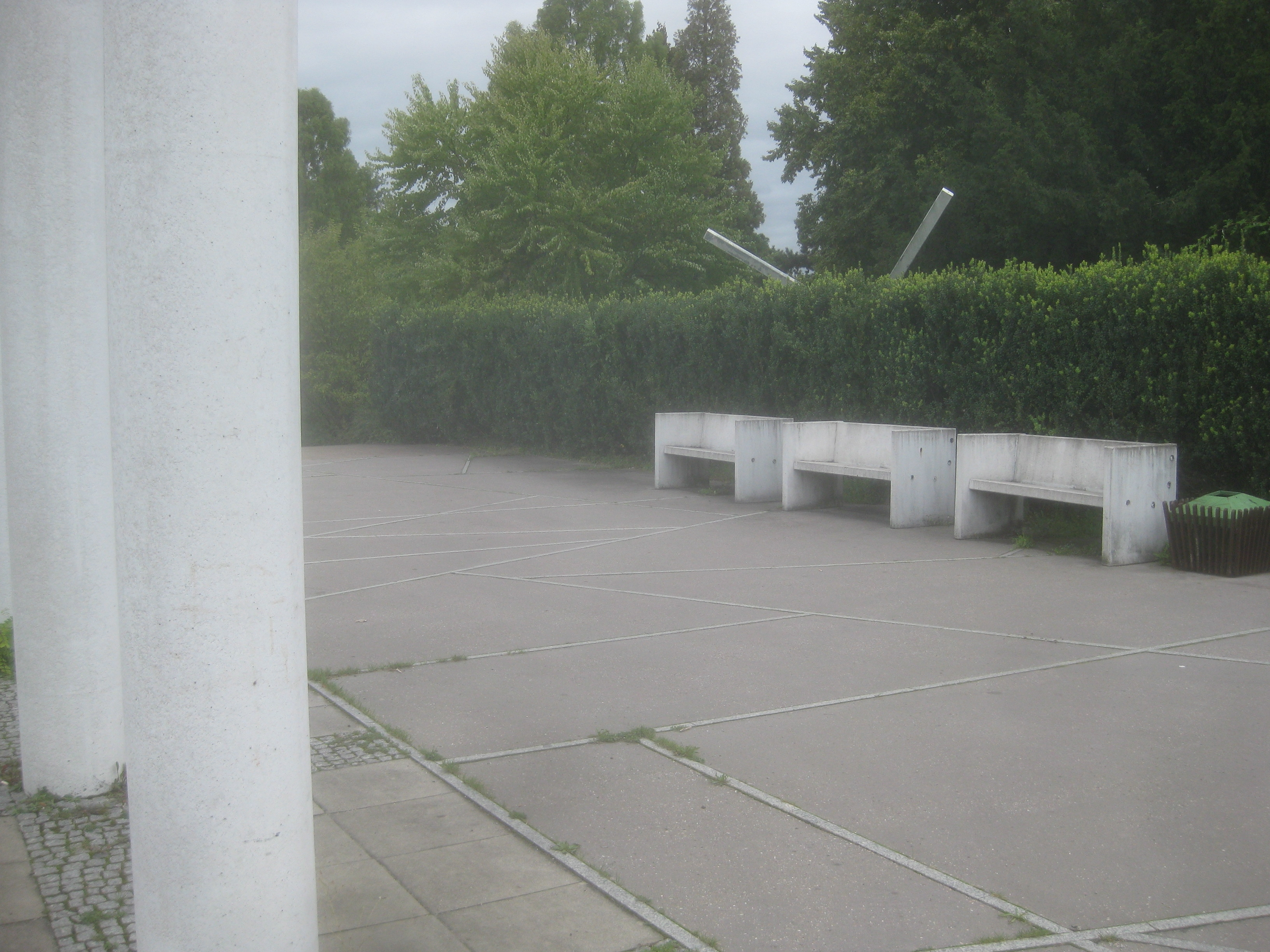
Drei Betonbänke.
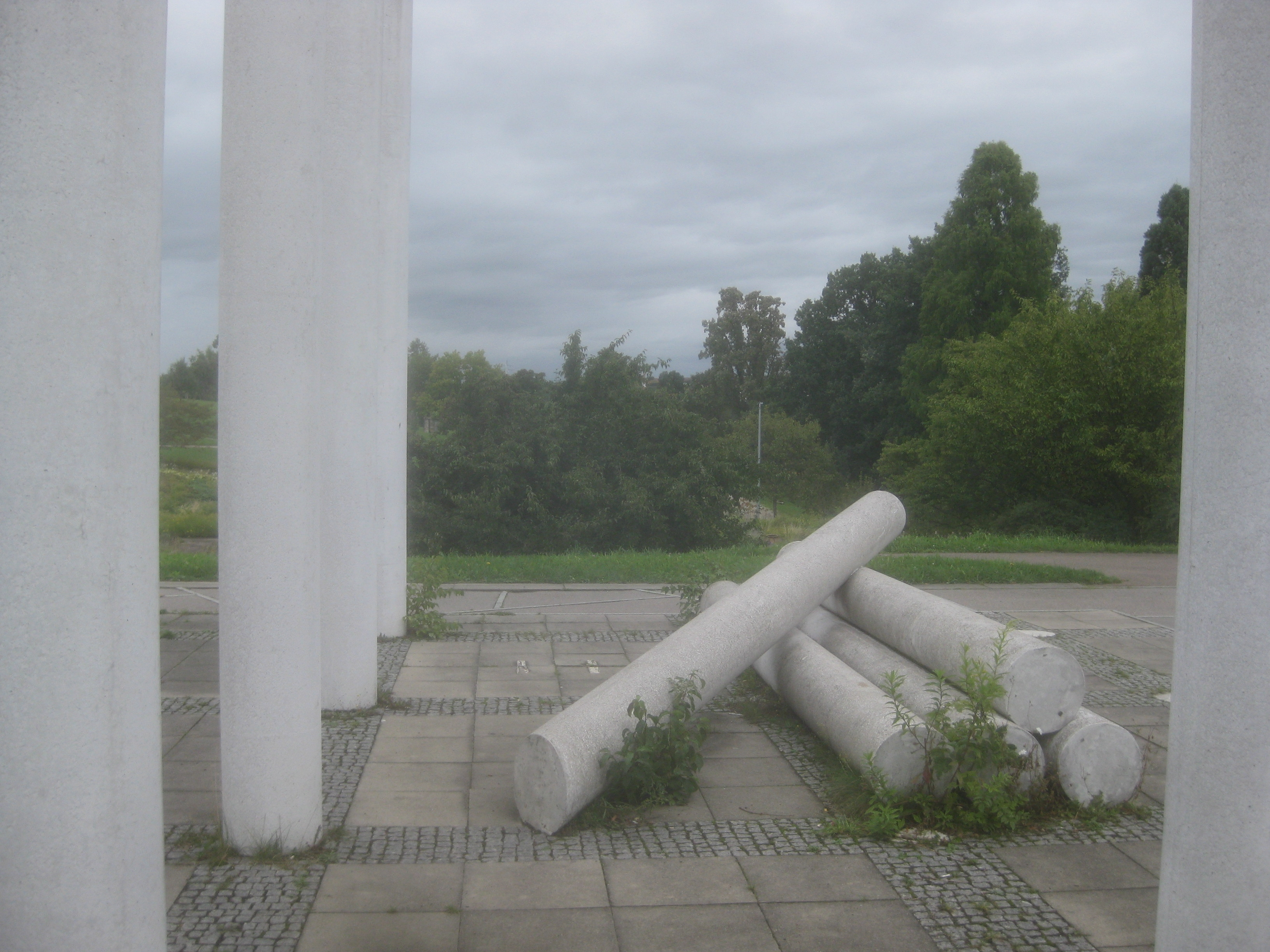
Umgestürzte Säulen.
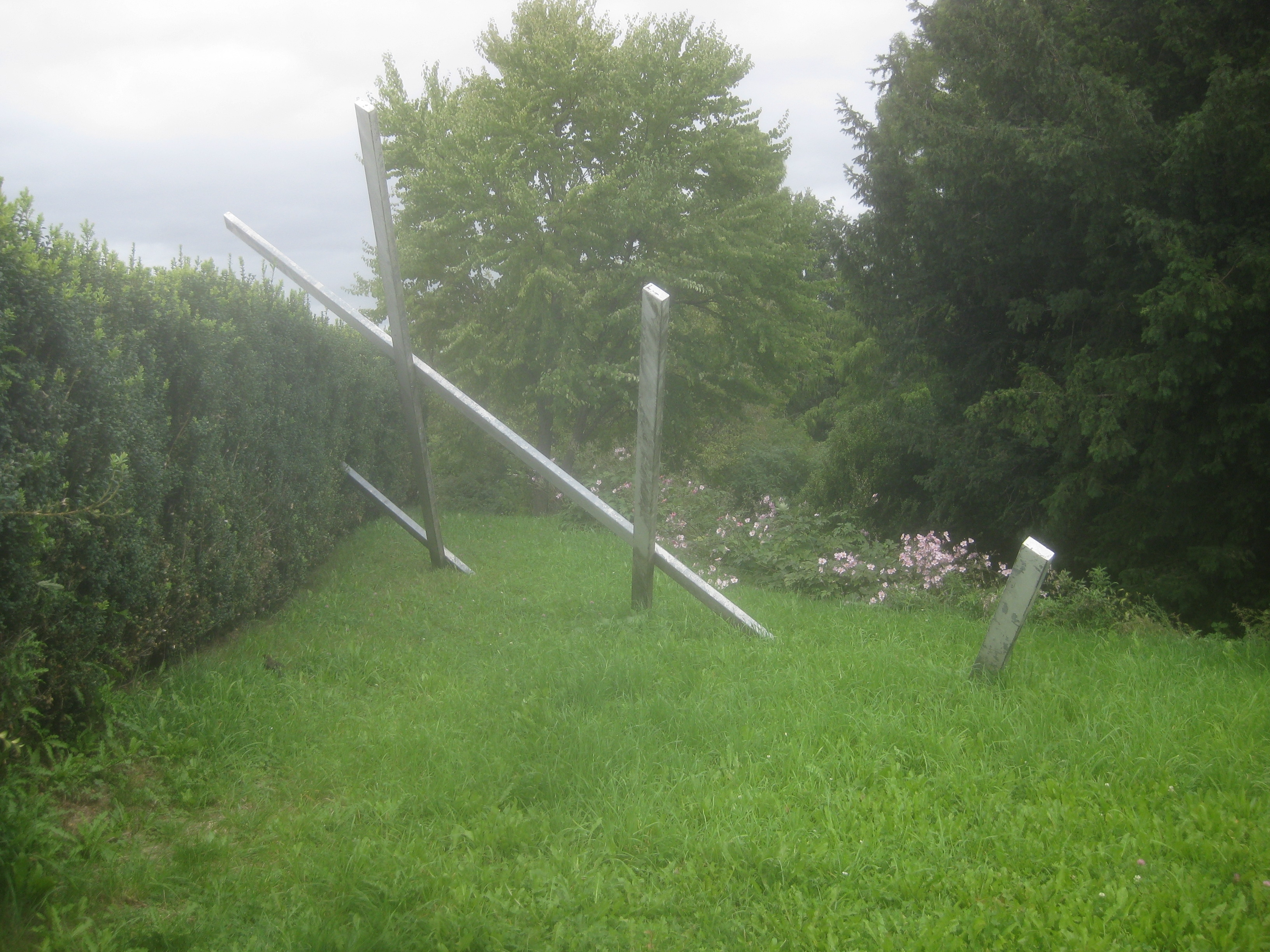
Abgebrochenes Pergolastück.

## Konzept
Der Stangenwald, der uns an die Steintempel der Griechen, aber auch an lichte Stangenwälder erinnert, konfrontiert uns mit dem Widerspruch des natürlich Gewachsenen und des vom Menschen künstlich Geschaffenen, ein Widerspruch, den wir alltäglich in unserer Umgebung wahrnehmen.
Nach Hans Dieter Schaal lagen seinem Entwurf u. a. folgende Gedanken zugrunde:
- „Ein regelmäßig gebauter Wald aus weißen Betonstützen mit darübergelegter Stahl-Pergola lädt die Besucher ein, über das Gewachsene und das Gebaute, über Natur und Kunst, über Raum und Zeit zu reflektieren.“[5]
- „Versiegelung der Natur: hier kann kein Baum mehr wachsen, kein Gras, keine Blume … In den Schnittpunkten des Rasters steigen runde Steinsäulen auf, Bäume vielleicht, Stangen. Die Bewegung ist erstarrt, festgelegt, zur Architektur geronnen. Ein versteinerter Wald. Ein angedeuteter Raum, halb Natur, halb Säulenhalle, zwischen den Welten … unklar in der Funktion. Eingangshalle, Tore bilden sich, lösen sich auf in Zwischenräume, Sonnenuhr … Lichtrechen, Zeitfalle, Labyrinth.“[6]

Der Begriff Stangenwald wird in der Forstwirtschaft verwendet für dichte Wälder hochgewachsener Bäume, z. B. Fichten, die in der unteren Region astlos sind und daher Stangen ähnlich sehen.